# Сомбор
Со́мбор (серб. Сомбор / Sombor, венг. Zombor, хорв. Sombor, русин. Зомбор) — город в Сербии, в автономном крае Воеводина. Численность населения составляет 41 814 чел. (2022). Сомбор является административным центром Западно-Бачского округа Сербии и общины Сомбор.

## Название
Древние венгры назвали этот город Цоборсентмихай (венг. Czoborszentmihály). Это наименование ведёт своё происхождение от венгерского аристократического рода Цобор, который владел данной территории в XIX веке (сама фамилия — славянского происхождения, от мужского имени Цибор). В период нахождения Воеводины в составе Венгерского королевства (с момента основания до 1918 года) официальное название города было венгерское Зомбор. Сербское наименование (Сомбор) впервые упоминается в 1543 году, хотя в исторических документах существуют и другие варианты названия: Самобор, Самбор, Самбир, Сонбор, Санбур, Зибор и Зомбар.

## История
Первое историческое упоминание о городе датировано 1340 годом. Сомбор принадлежал Венгерскому королевству и входил в состав комитата Бач. В XVI веке город был завоёван турками и стал частью Османской империи. В период османской власти город был заселён сербами, мигрировавшими с южного берега Дуная на земли, оставленные венграми, а также румынами.
В 1665 году известный турецкий путешественник Эвлия Челебия, посетив Сомбор, писал: «Все люди (в городе) — не венгры, а влахи-христиане (валахи — румыны). Здешние места — это что-то уникальное. Это уже не Венгрия, а часть Бачки и Валахии. Большинство жителей — торговцы; они очень вежливые и храбрые люди».
После освобождения Сомбора от турецкой власти в 1687 году, город, как и вся Воеводина, попал под власть Габсбургов. С учреждением в 1701 году Военной Границы, особого административного региона, подчинённого непосредственно Вене, Сомбор вошёл в её состав. В соответствии с «Привилегией императора Леопольда I» сербское население Воеводины получило религиозную автономию и право избрания православного митрополита. В 1717 году в Сомборе была открыта первая православная школа, а через несколько лет — первая римско-католическая. В 1745 году Сомбор вышел из состава Военной Границы и вновь был включён в состав комитата Бач-Бодрог. В 1749 году город получил статус «свободного королевского города», а в 1786 году Сомбор стал административным центром комитата Бач-Бодрог. К 1786 году численность населения города составляла 11 420 человек, большинство из которых были сербами.
К 1843 году численность населения города составляла уже 21 086 человек, из них 11 897 — православные, 9082 — романо-католики, 56 — иудеи, 51 — протестанты. Большинство жителей разговаривало на сербском и немецком языке. В период Венгерской революции 1848—1849 гг. город был объявлен частью самопровозглашённой автономной Сербской Воеводины, а после поражения революции в 1849 году вошёл в состав особой коронной земли Сербская Воеводина и Темешский Банат, изъятой из ведения венгерских властей. В 1860 году эта административная единица была расформирована и город вновь был включён в состав комитата Бач-Бодрог.
По данным переписи 1910 года, численность населения Сомбора составляла 30 593 человека, чей этнический состав распределялся следующим образом (согласно данным о родном языке опрашиваемых):
- сербы: 11 881 чел. (38,8 %);
- венгры: 10 078 чел. (32,9 %);
- буневцы: 6289 чел. (20,6 %)
- немцы: 2181 чел. (7,1 %).

В 1918 году Сомбор был присоединён к Королевству сербов, хорватов и словенцев (c 1929 года — Югославия). В административном отношении город относился к краю Бачка (1918—1922), затем — к области Бачка (1922—1929), а позднее — к Дунайской бановине (1929—1941).
В 1941 году город был оккупирован венгерскими войсками и возвращён в состав Венгрии. Фашистская оккупация закончилась в 1944 году, и Сомбор стал частью СФРЮ. С 1945 года город входит в состав автономной области Воеводина. В настоящее время Сомбор является административным центром Западно-Бачского округа.

## Культура

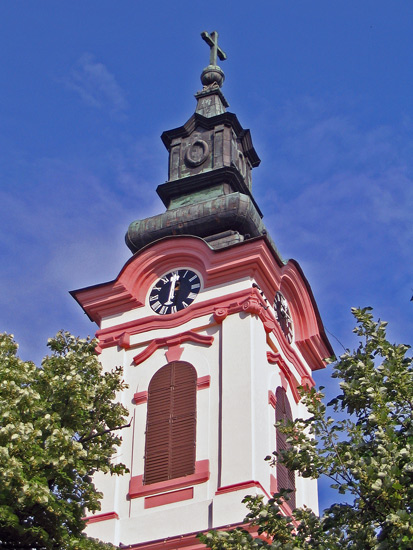
Православная церковь

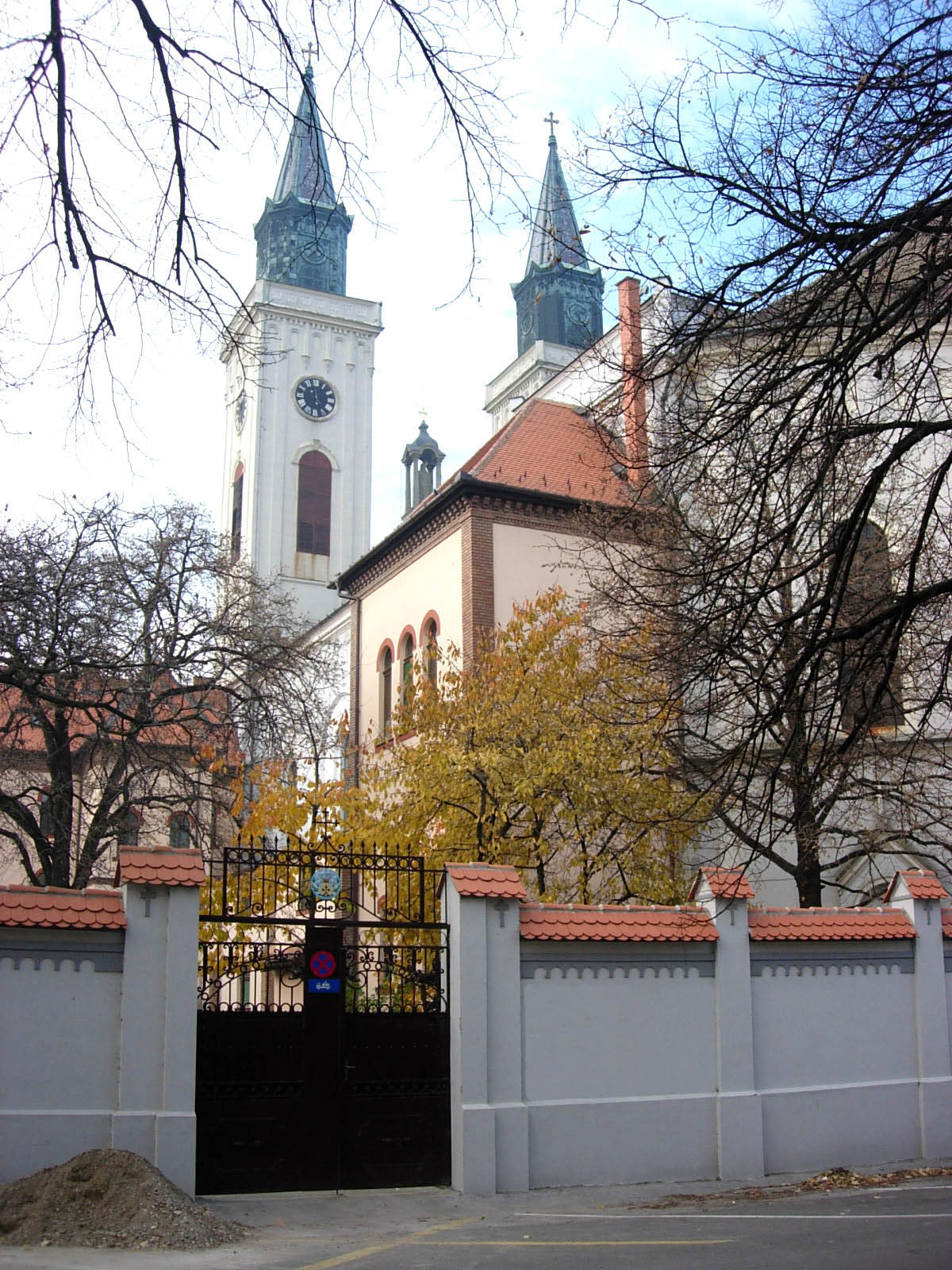
Кармелитский монастырь и церковь

Сомбор знаменит своими зелёными садами, культурной жизнью и историческим центром, который почти не изменился с XVIII—XIX веков. Наиболее значительными культурными институтами города являются национальный театр, краеведческий музей, галерея современного искусства, галерея Милана Конёвича, педагогический колледж, сербская библиотека и средняя школа. Педагогический колледж Сомбора, основанный в 1778 году, является самым древним в Сербии. Культура этнических меньшинств представлена в городе венгерским театром Берты Ференц, хорватским обществом Владимира Назора, еврейским муниципалитетом, а также немецкими и цыганскими клубами. В городе родился, жил и работал известный сербский художник Милан Конёвич (1898—1993).
Недалеко от Сомбора находится Сомборский монастырь, основанный в 1928—1933 гг.
В городе находится Педагогический факультет Нови-Садского университета.

## Местные СМИ

### Газеты
- Сомборские новости

### Телевизионные каналы
- K-54
- Spektar

### Радиостанции
- Fortuna (93.9)
- Fortuna folk (95.6)
- Planet (95.1)
- Sombor (90.9)
- Sombor 2 (97.5)
- Sonet (100.8)
- Spektar (101.3)

## Известные уроженцы
- Винце, Жигмонд (1874—1935) — венгерский пианист и композитор.
- Милка Гргурова-Алексич (1840—1924) — сербская актриса и писательница.
- Авраам Мразович (1756—1826) — сербский деятель Просвещения, писатель, переводчик, педагог, общественный деятель.
- Епископ Платон (в миру — Павел Атанацкович) (1788—1867) — сербский писатель и филантроп; епископ Сербской православной церкви.
- Ласло Раноди (1919—1983) — венгерский кинорежиссёр и сценарист.
- Велько Петрович (1884—1967) — сербский писатель, поэт, историк искусства. Член Сербской академии наук и искусств.
- Йован Хаджич (1799—1869) — сербский писатель, юрист, просветитель.
- Радивой Корач (1938—1969) — югославский профессиональный баскетболист. Играл на позиции тяжёлого форварда.
- Никола Йокич (род. 1995) — сербский баскетболист, центровой. Самый ценный игрок НБА 2021, 2022, 2024 годов, чемпион НБА 2023 года.